# Ife
Ife —Ifè o Ilé-Ifẹ en ioruba— fou una antic regne ioruba al sud-oest de Nigèria. La ciutat d'Ife es trobava en el modern estat d'Osun i a uns 218 kilòmetres al nord-est de Lagos. La seva població actual s'estima en 501.952 habitants (2008). Ifé és actualment una ciutat de mida mitjana. S'hi troben la Universitat Obafemi Awolowo i el Museu d'Història Natural de Nigèria. Els seus habitants pertanyen majoritàriament al grup ètnic ioruba, un dels més grans de l'Àfrica. Ifé compta amb una estació de televisió local anomenada NAT Ife, algunes empreses i és també el principal centre comercial de l'economia agrícola de les regions immediates. Es conrea nyam, mandioca, cacau, tabac i cotó. La ciutat compta amb un estadi amb capacitat per a 9.000 persones; el seu equip de futbol es troba en la segona divisió de la lliga professional de Nigèria. El significat de la paraula "Ife" en l'idioma ioruba és "amor".
Segons algunes investigacions el desenvolupament urbà de l'àrea es podria haver iniciat cap al 500 aC. Ife fou el centre espiritual i cultural ioruba. És considerada pels ioruba com una ciutat santa i el llegendari lloc de naixement de la humanitat (la nació ioruba), que va fundar la deïtat Oduduwa. Va ser sens dubte la capital d'un regne establert probablement amb el nom d'Ifa, el déu de l'endevinació a principis del segle xi. A finals del segle xii o principis del segle xiii, els artesans estaven produint els caps de terracota natural i peces de bronze fetes pel procés de cera perduda per al qual el regne d'Ife és avui dia conegut. Ife va tenir gran influència política i cultural sobre el regne edo de Benín, al sud-est.
Encara que la ciutat de Benín i l'antiga Oyo (Katunga) es van convertir en seus de regnes polítics més importants que Ife, la ciutat seguia sent el centre religiós en cap dels iorubes. A canvi de l'Ida Oranyan ("espasa d'Oranyan") - un símbol d'autoritat espiritual que agafa el nom d'un governant històric de Benín i Oyo - donada a un Alaafin (rei) d'Oyo per la seva coronació, l'Alaafin va haver de prometre no atacar mai Ife. Aquesta promesa es va complir fins al 1793 quan l'alaafin Aole va tractar d'assaltar el territori d'Ife per a la captura d'esclaus; però això va suposar una resistència interna molt forta a la pròpia Oyo, i va portar a una sèrie de guerres i conflictes interns que van portar al col·lapse a l'Imperi Oyo.
Ife també va aconseguir evitar els atacs dels fulani musulmans del nord que van afectar altres parts del país ioruba. Tot i així el regne era molt feble en la dècada de 1820 a causa de les lluites pel control del comerç d'esclaus amb el regne d'Owu, al sud-oest. Al segle xix el regne estava delimitat així: al nord el riu Oshun que el separava de l'estat d'Ibadan; al sud amb els estats d'Ondo i de Jebu; a l'est l'estat d'Ijesha i territoris de l'estat d'Ondo; i a l'oest el riu Oshun.
Pocs anys després, un Ooni (rei) d'Ife va permetre l'establiment de refugiats ioruba de l'enfonsat imperi d'Oyo que venien d'Ilorin que havia estat dominada pels fulanis; aquests refugiats van construir la ciutat emmurallada de Modakeke als afores d'Ife, el que fou una font de conflictes. A la guerra de Kiriji l'ooni va fer primer un paper de mediador, però finalment va entrar a la guerra en contra del regne d'Ibadan el 1882; però la ciutat de Modakeke va fer aliança amb Ibadan; l'exèrcit d'Ife va atacar Modekeke però foren rebutjats; la ciutat va demanar ajut al seu aliat Ibadan que va enviar un exèrcit i les forces conjuntes van atacar Ife que gairebé fou destruïda. El 22 de maig de 1888 va signar un tractat que posava el regne sota protectorat britànic. Modakeke va retornar a poder d'Ife.
Al centre de la moderna Ile-Ife hi ha l'afin (palau) de l'actual Ooni, el cap espiritual del poble ioruba, que té la custòdia del sagrat Oranmiyan (Oranyan), una figura monolítica de granit de 5.5 metres en forma d'ullal d'elefant. El recinte del palau és també el lloc del Museu d'Ife (1954), que conté una col·lecció de peces de fosa de bronze de cera perduda i escultures de terracota que va ser adquirida en part per l'arqueòleg alemany Leo Frobenius el 1910 i posteriorment es van estendre a través d'excavacions al camp de Wunmonije (1938-1939) i als voltants de Yemoo Ita (1957).

## Reis (ooni Ife)
- Ojigidiri
- vers 1780 - 1800 Odunle Akinmoyero
- vers 1800 - 1823 Gbanlare
- 1823 - 1835 Gbegbaje
- 1835 - 1839 Winmolaje
- 1839 - 1849 Adegunle Abeweela "gbegi-gbegi"
- 1849 - 1878 Degbin Kumbusu
- 1878 - 1880 Orayigba Ayikiti "Ojaja"
- 1880 - 1894 Aderin Ologbenla
- 1894 - 1910 Adelekan Olubuse I
- 1910 - 1930 Ademiluyi Ajagun
- 1930 - 1980 Titus Martins Adesoji Aderemi I (després Sir Adesoji Aderemi I)
- 1980 - Okunade Adele Sijuwade Olubuse II